# Нарым (река)
Нары́м (каз. Нарын) — река в Восточно-Казахстанской области Казахстана, правый приток Иртыша.

## География
Берёт начало на стыке хребтов Нарымского и Сарымсакты из заболоченной местности, образовавшейся от стока ручьёв. Благодаря невысокому верховью и ровному глинисто-песчаному руслу в ширину долины иногда достигает свыше 20 км, местами сужается до 25—250 м, ширина русла реки — 15—25 м, глубина — от 0,5 до 2,5 м.
Вдоль реки проходит автомобильная дорога. На реке населённые пункты: Жулдыз, Алтынбел, Майемер, в устье — село Улкен Нарын.
Река Нарым до 1960 года впадала непосредственно в реку Иртыш, в устье реки Нарым находился посёлок Усть-Нарым. С 1960 года, с образованием Бухтарминского водохранилища и затоплением нескольких населённых пунктов, река Нарым впадает в Бухтарминское водохранилище, в устье реки находится село Улкен Нарын.